# Acide 2-oxo-3-méthylpentanoïque
L’acide 2-oxo-3-méthylpentanoïque, également appelé acide 3-méthyl-2-oxovalérique, est un composé chimique de formule brute C6H10O3 et de formule semi-développée CH3CH2CH(CH3)CO-COOH. C'est un acide carboxylique méthylé intermédiaire du métabolisme de l'isoleucine.

## Stéréochimie
Comme pour l'isoleucine, l'atome de carbone n°3 qui porte le méthyle est chiral. Dans les produits issus du vivant, il est de configuration S comme dans l'isoleucine naturelle.